# Berthold Bahnsen
Berthold Broder Bahnsen (8. januar 1913 i Lindholm – 14. oktober 1971 i Flensborg) var en nordfrisisk politiker fra Sydslesvigsk Vælgerforening. Han var medlem af den slesvig-holstenske landdag i flere år.
Berthold Bahnsen blev udlært bankmand i Flensborg og Slesvig by. Han var i perioden 1946-1971 sparekassefilialdirektør i Læk i Nordfrisland i det vestlige Sydslesvig. Under 2. verdenskrig havde han været udstationeret af Værnemagt i Norge.
Bahnsen var medlem af SSW og sad i kommunerådet i Læk 1947-1971 og var landdagsmand i landdagen i Kiel i årene 1947-54 og 1958-71. Landdagen valgte ham i 1949 til medlem af den første forbundsforsamling (Bundesversammlung), der valgte Theodor Heuss til forbundspræsident den 12. september 1949. Som politiker var Bahnsen specielt interesseret i økonomi og erhvervsliv. I Sydslesvigsk Vælgerforening repræsenterede han nordfriserne.
Kort før sin død blev Bahnsen udmærket med det tyske fortjenestekors (Bundesverdienstkreuz erster Klasse).